# 2021年5月26日月食
2021年5月26日月食为一次在协调世界时2021年5月26日出現的月全食。該次月食半影食分為1.979、全影食分為1.016。偏食維持了94分，全食維持9分
。由于月食时月球处在地球轨道近地点，出现超级月亮的效果，外加上是次月食为月全食，月球呈现红色，故有“超级红月亮”之称。

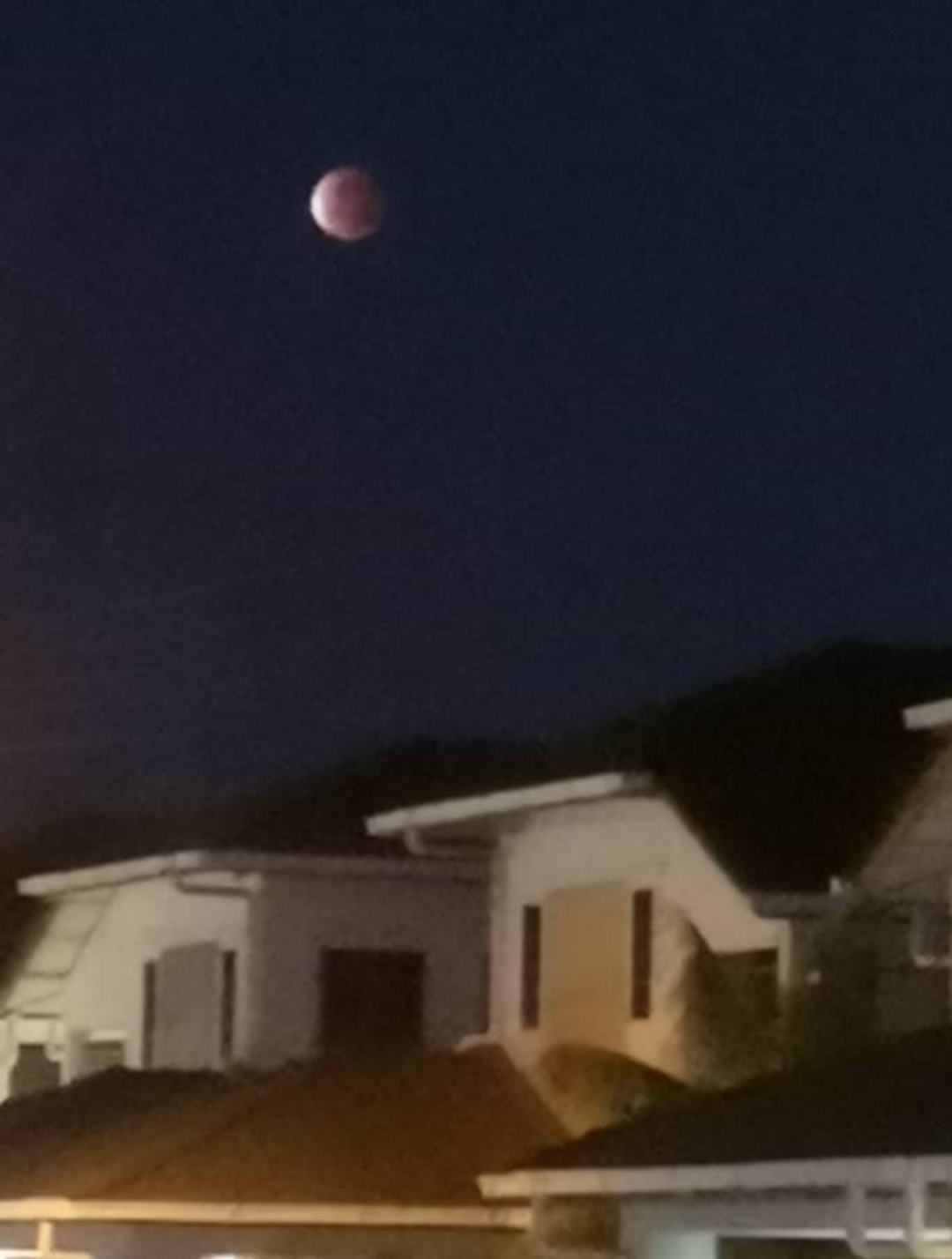
2021年5月26日马来西亚砂拉越省古晋市拍摄的月全食

## 概述
這次月食的食分是16.24，偏食維持了94分，全食維持9分。

## 可見地區
本次月全食將能於東南亞部分地區、澳洲及大洋洲全境、阿拉斯加、加拿大及美國大部分地區、夏威夷全境、墨西哥與中美洲全境、以及南美洲大多數地區見到。
| 可見地區半球 | 可見地區地圖 |

## 基本參數
- 類型：月全食[皆既月食]日語です
- 食甚資料：
  - 日期：2021年5月26日
  - 時間：11:18
  - 月球位置：赤經16.24度、赤緯-20.7度
  - 食分：半影食分：1.979、全影食分：1.016
  - 持續時間：偏食94分、全食9分

## 外部連結
- NASA月食專頁（页面存档备份，存于）（英文）